# Savanyúságot szabályozó anyagok
Az Európai Unió több száz élelmiszer adalékot tart nyilván. Az összes EU-tagállamra, sőt világszerte érvényesek a jelölések. Elsősorban a készételek tartalmaznak adalékanyagokat. Nem csak savanyú ízt kölcsönöznek az élelmiszereknek, hanem tartósítják is azokat. Néhány tartósítószer stabilizátorként, térfogatnövelőként vagy zselésítő anyagként is működik. Vannak köztük olyanok, amelyek az antioxidánsok hatását fokozzák vagy emulgeáló szerek. 
Ezeket az anyagokat különböző csoportokba sorolhatjuk.

## Élettani hatása
Sokan megkérdőjelezik a savanyúságot szabályozó anyagok hatásait. Ezek a kérdések joggal merülnek fel, ugyanis ezek az anyagok nem túl jók az egészségünkre nézve. Ezeknek a mesterséges szereknek a használatát lehetőleg mellőzni kell, mert allergiát vagy akár rákot is okozhatnak.[forrás?]

## E-számok csoportjai
- E 100-tól 199-ig: színanyagok
- E-200-tól 299-ig: tartósítószerek
- E 300-tól 321-ig: antioxidánsok
- E 322-től 399-ig: savanyúságot szabályozók
- E 400-tól 429-ig: zselésítő anyagok, sűrítő anyagok, nedvesítőszerek
- E 430-tól 499-ig: emulgeáló szerek
- E 500-tól 949-ig: különböző adalékanyagok
- E 950-től 1518-ig: édesítőszerek[1]

## Előfordulásuk
A savanyúságot szabályozó anyagok elsősorban készételekben fordulnak elő, de ha jobban megnézzük, a kólában,  vagy bármely más szénsavas üdítőben (kivéve ásványvíz) rájuk találhatunk.

## Allergia
Az allergiát nagyon nehéz előre megállapítani, mivel sok savanyúságot szabályozó anyagnak nem ismerjük pontos összetételét. Az allergia járhat nagy vörös foltokkal a test felületén, és kisebb kiütésekkel. Ez váratlanul bekövetkezhet (pl.: egy gyorsétteremben már sokszor ettünk, de egyszer kiütésesek leszünk). A kiütést bármely savanyúságot szabályzó anyag okozhatja. A pontos E-számot ú.n. tapaszos eljárással állapíthatjuk meg.